# Roodkopbaardvogel
De roodkopbaardvogel (Eubucco bourcierii) is een vogel uit de familie Capitonidae (Amerikaanse baardvogels). Deze vogel is genoemd naar de Franse ornitholoog Jules Bourcier.

## Verspreiding en leefgebied
Deze soort komt voor van Costa Rica tot Ecuador en telt zes ondersoorten:
- E. b. salvini: Costa Rica en westelijk Panama.
- E. b. anomalus: oostelijk Panama.
- E. b. occidentalis: westelijk Colombia.
- E. b. bourcierii: van centraal Colombia tot westelijk Venezuela.
- E. b. aequatorialis: westelijk Ecuador.
- E. b. orientalis: oostelijk Ecuador en noordelijk Peru.

## Status
De grootte van de populatie is in 2019 geschat op 0,5-5 miljoen volwassen vogels. Op de Rode lijst van de IUCN heeft deze soort de status niet bedreigd.